# المفتشية العامة لرئاسة الجمهورية
المفتشية العامة لرئاسة الجمهورية الجزائرية استحدثها عبد المجيد تبون رئيس الجمهورية الجزائرية، تابعة لرئاسة الجمهورية، تتولى مراقبة نشاط المسؤولين.
تقوم المفتشية العامة لرئاسة الجمهورية، ضمن نشاطاتها الرقابية، بإيفاد مفتشين إلى الولايات للتواصل مع جميع فئات المجتمع من طلبة وبطالين وغيرهم. للتحرّي بشأن كيفية تسيير مصالح الولاية وعن مدى تطبيق القوانين والقرارات على المستوى المحلّيّ.

## مهام المفتشية العامة في الرئاسة
مراقبة تنفيذ السياسات العمومية وتقييمها، ومراقبة شروط إنجاز المشاريع الاستثمارية ذات الأهمية الوطنية، ووضعها قيد التنفيذ والاستغلال.

## المراجغ
1. ↑  ""الزدمة والحساب".. هذه هي صلاحيات المفتشية العامة في الرئاسة". النهار أونلاين (بar-DZ). 11 Jan 2022. Archived from the original on 2022-01-28. Retrieved 2022-03-03.{{استشهاد ويب}}:  صيانة الاستشهاد: لغة غير مدعومة (link)
2. ↑  "الرئيس تبون ينصّب المفتشية العامة لرئاسة الجمهورية". الشروق أونلاين (بar-DZ). 3 Mar 2022. Archived from the original on 2022-03-04. Retrieved 2022-03-03.{{استشهاد ويب}}:  صيانة الاستشهاد: لغة غير مدعومة (link)